# 蒙贾纳
蒙贾纳（義大利語：Mongiana），是意大利维博瓦伦蒂亚省的一个市镇。总面积20平方公里，人口842人，人口密度42.1人/平方公里（2009年）。